# Bruckertshof
Bruckertshof ist ein Stadtteil der Stadt Bamberg im bayerischen Regierungsbezirk Oberfranken.

## Lage
Bruckertshof liegt im Nordosten der Stadt Bamberg. In unmittelbarer Nähe befindet sich der Flugplatz Bamberg-Breitenau. Der Ortsteil ist über die Buslinie 914 an das Stadtzentrum angebunden und liegt nahe der Autobahnen A70 und A73.

## Geschichte
Der Name „Bruckertshof“ geht auf Johann Brockhard zurück, der 1732 einen Hof in der Gegend erwarb. Dieser war ursprünglich als „Pinzighof“ bekannt und wurde später in „Borckhardshof“ umbenannt, woraus sich der heutige Name entwickelte. Laut dem Lexikon der Ortschaften des Königreiches Bayern von 1875 bestand Bruckertshof aus fünf Gebäuden mit sieben Einwohnern und zehn Rindvieh. Bis zum Ende des Zweiten Weltkriegs veränderte sich die Anzahl der Anwesen nur geringfügig.
In den 1950er Jahren führte die Wohnungsnot der Nachkriegszeit dazu, dass sich einheimische Bürger und Heimatvertriebene in Kramersfeld nach günstigem Bauland umsahen. Viele errichteten Eigenheime ohne rechtskräftigen Bebauungsplan. Die schwierige Anbindung an die Infrastruktur war ein Anlass für die Gründung des Bürgervereins im Jahr 1956. Am 1. Januar 1970 wurde Bruckertshof als Teil der Stadt Hallstadt zusammen mit Kramersfeld nach Bamberg eingemeindet.

## Bevölkerungsentwicklung
| 1871 | 7  | 1970 | 15 |
| 1925 | 8  | 1987 | 9  |
| 1950 | 31 |      |    |

## Baudenkmäler
In der Liste der Baudenkmäler in Bamberg ist für Bruckertshof ein Baudenkmal aufgeführt.